# Equinix
Equinix Inc. — американская транснациональная компания со штаб-квартирой в Редвуд-Сити, штат Калифорния, специализирующаяся на интернет-технологиях и центрах обработки данных. Компания является лидером на мировом рынке услуг колокации и имеет 248 центров обработки данных в 27 странах на пяти континентах.
Компания котируется на бирже NASDAQ под тикером EQIX. В ней работает около 13 150 сотрудников по всему миру (на 2023 года). В январе 2015 года компания была преобразована в инвестиционный фонд недвижимости (REIT).

## История
Компания Equinix была основана в 1998 году Элом Эйвери и Джеем Адельсоном, двумя управляющими объектами в Digital Equipment Corporation. Фирма продвигала платформу своего центра обработки данных как нейтральную площадку, где конкурирующие сети могли бы соединяться и обмениваться трафиком. Фирма воспользовалась «сетевым эффектом», благодаря которому каждый новый клиент увеличивал привлекательность ее платформы. Компания распространилась в новые регионы — в Азиатско-Тихоокеанский в 2002 году и Европу в 2007 году, затем в Латинскую Америку в 2011 году и на Ближний Восток в 2012 году.
В 2018 году, согласно данным, собранным онлайн-изданием Sludge, Equinix подписала три контракта с Погранично-таможенной службой США на поставку «оборудования для поддержки информационных технологий» на общую сумму более $5 млн. В сентябре 2020 года компания изменила свой бренд, назвав себя «компанией цифровой инфраструктуры».

### Приобретения и расширение
В 2002 году Equinix объединилась с i-STT, дочерней компанией Singapore Technologies Telemedia, занимающейся обслуживанием интернет-инфраструктуры, и Pihana Pacific, таким образом установив присутствие в Китае, Сингапуре, Австралии и Японии. В 2007 году фирма объявила о плане международной экспансии на сумму 2 миллиарда долларов и вышла на европейский рынок, приобретя оператора центров обработки данных IXEurope и его объекты. В 2010 году Equinix открыла свой 50-й центр обработки данных в Лондоне. В течение следующих семи лет компания почти утроила количество своих центров обработки данных. Рост компании объясняется увеличением спроса, вызванным появлением облачных вычислений, интернета вещей и технологий больших данных.
В 2010 году компания приобрела Switch and Data Facilities Company Inc., американского поставщика услуг обмена интернет-трафиком и колокации. В 2012 году компания расширила свою деятельность на Ближний Восток и в Юго-Восточную Азию. Также в 2012 году она приобрела гонконгского поставщика центров обработки данных Asia-Tone. В 2014 году Equinix расширила свое присутствие в Латинской Америке, приобретя ALOG Datacenters of Brazil S.A.
В 2015 году Equinix преобразовалась в инвестиционный фонд недвижимости (REIT), чтобы получить налоговые преимущества и повысить акционерную стоимость. В том же году она приобрела компанию Nimbo, поставляющую профессиональные услуги.
В мае 2015 года Equinix заявила о покупке британской компании TelecityGroup, что стало крупнейшим приобретением в истории компании. Покупка была одобрена Европейской комиссией в ноябре после того, как Equinix согласилась продать восемь своих центров обработки данных в Европе компании Digital Realty, но при этом сохранила за собой центр обработки данных Telecity Harbour Exchange в Доклендсе. В январе 2016 года Equinix завершила сделку по приобретению Telecity на сумму около 3,8 миллиарда долларов. Добавление этих центров обработки данных увеличило пропускную способность Equinix в Европе более чем вдвое. В декабре 2015 года компания приобрела японского провайдера Bit-Isle, добавив шесть дата-центров в Японии.
В 2016 году Equinix открыла новые центры обработки данных в Далласе, Сиднее и Токио и объявила о сделке по приобретению 29 центров обработки данных на 15 рынках у Verizon. В 2017 году фирма также открыла новый дата-центр в Сан-Паулу.
В 2017 году Equinix приобрела Itconic, что расширило присутствие компании до Испании и Португалии.
В 2018 году Equinix приобрела здание Infomart в Далласе, где уже работали четыре дата-центра. Она также приобрела австралийского поставщика центров обработки данных Metronode и его 10 центров обработки данных. В следующем году компания открыла свой первый дата-центр в Южной Корее.
В 2020 году Equinix завершила покупку Packet, стартапа, который предоставлял bare-metal серверы в качестве облачного сервиса. В августе 2020 года компания расширилась до Индии с приобретением GPX India, включая кампус в Мумбаи с двумя центрами обработки данных. В октябре 2020 года Equinix завершила приобретение 13 центров обработки данных Bell Canada. Компания также вложила значительные средства в центры обработки данных xScale.
7 декабря 2021 года Equinix объявила о приобретении Main One, западноафриканской компании, поставляющей решения для центров обработки данных, за 320 миллионов долларов.
В марте 2022 года Equinix расширилась до Чили и Перу, приобретя 4 центра обработки данных у Entel за 758 миллионов долларов.
В ноябре 2022 года Equinix объявила о выходе на рынок Малайзии с планами строительства нового центра обработки данных International Business Exchange (IBX), расположенного в Джохор-Бару, султанат Джохор, под названием JH1. Планируется, что при первоначальных инвестициях в размере около 40 миллионов долларов США JH1 начнет работу в первом квартале 2024 года, предоставив 500 шкафов и 1960 квадратных метров площадей для колокации.